# Брђанка
Брђанка, моравка или планинска арника (лат. Arnica montana), позната и као вепровац и вучји зуб, је је планинска, ароматична биљка висине од 20 до 60 центиметара из рода арника (Arnica) и породице главочика (Asteraceae). Расте на сувим ливадама, планинским обронцима и брдима, на подручју скоро целе Европе.

## Станиште
Планинска арника је биљка која расте у Европи. Налази се од јужног дела Пиринејског полуострва до јужног дела Скандинавије. Расте до надморских висина од скоро 3.000 метара. У северним деловима Европе биљка постаје све ређа, углавном због развоја пољопривреде.

## Особине
- Стабљика је усправно и мало разгранато са једном цветном главицом. Висине је од 20 до 60 cm.
- Листови су ситни, дебели, насупротни и мало назубљени, а при дну стабла сложени у розету.
- Цвет је главица са језичастим венчићем на врху стабљике и проширеним цветовима који имају прицветне листиће. Цветови су жути или наранџастоцрвени пречника од 6 до 8 cm.

## Лековитост
Као лековити део биљке се користе цвет, корен и листови. Цвет се скупља у време цватње, а корење у пролеће
Планинска арника се користи у лечењу рана, при чему ублажава болове и поспешује њихово зацељивање. Користи се и у лечењу грла, а са другим лековитим биљкама у лечењу упале плућа, тифуса, слабости срца, за поспешивање циркулације крви и излучивање зноја и мокраће.

## Заштита
Ова биљка је заштићена врста.
Од 18. века, када је биљка почела да се користи у апотекама, њена популарност је значајно порасла. Неконтролисано брање учинило је то да је биљка постала доста ретка, па је морала бити заштићена. Данас се биљка гаји за лековите сврхе.

## Напомена
- Чланак је великим делом преузет са сајта , са ове странице. Дозволу за коришћење материјала са овога сајта можете видети овде.